# Jüdischer Friedhof (Beschankowitschy)
Koordinaten: 55° 2′ 45,6″ N, 29° 29′ 12,5″ O

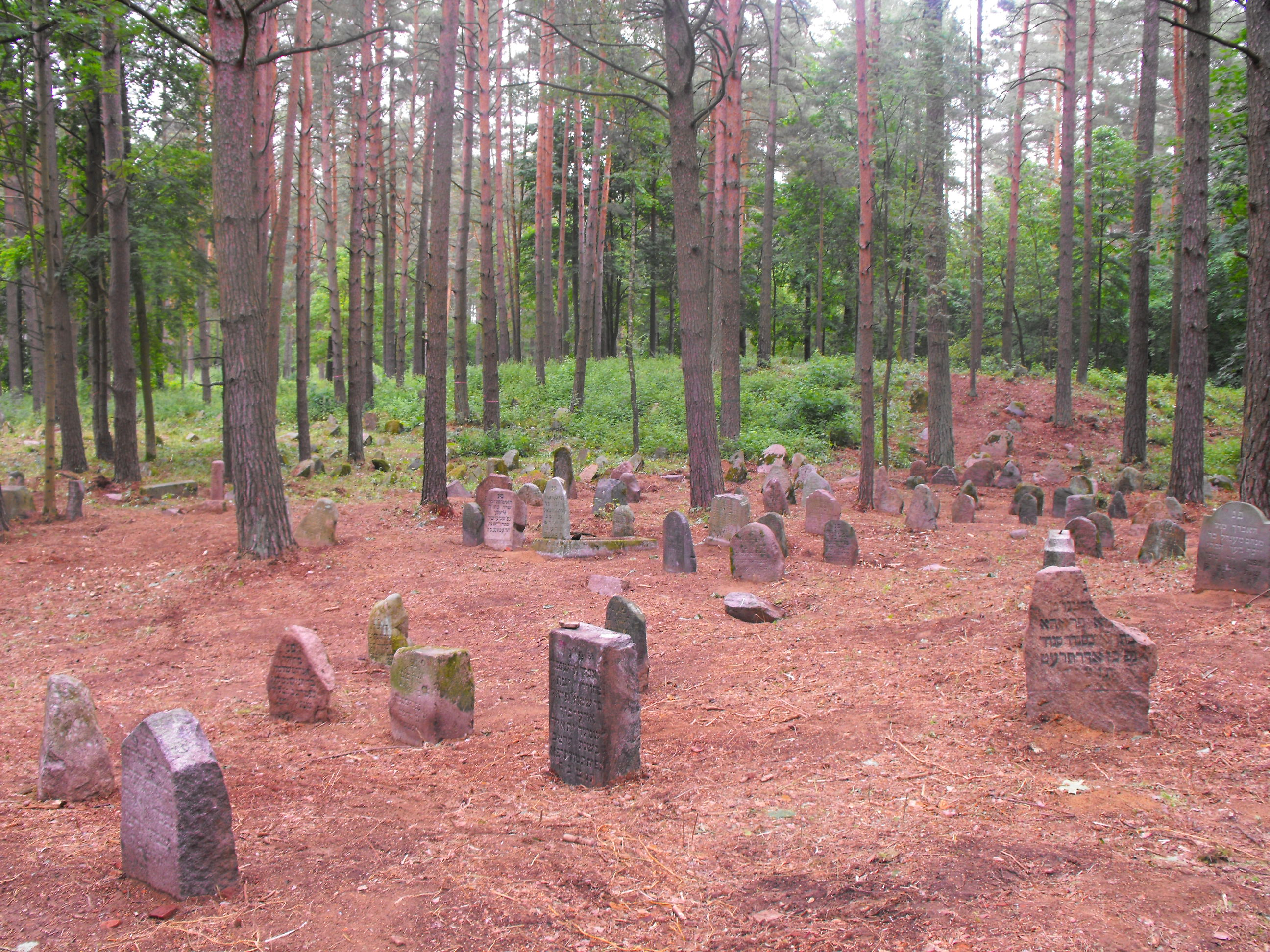
Jüdischer Friedhof Beschankowitschy (2015)

Der Jüdische Friedhof Beschankowitschy liegt in Beschankowitschy, einer Siedlung städtischen Typs im Rajon Beschankowitschy in der Woblasz Wizebskaja im Nordosten von Belarus.
Auf dem jüdischen Friedhof sind zahlreiche Grabsteine erhalten.